# Alto de los Quebrachos
Alto de los Quebrachos é uma comuna da província de Córdoba, na Argentina.